# Fausto Topete
Fausto Topete Almada (Álamos, 1888 – Mexicali, 1952) è stato un generale e politico messicano che partecipò alla rivoluzione messicana e alla ribellione escobarista.

## Biografia
Fausto Topete nacque ad Álamos, Sonora. Nel 1913 era un impiegato commerciale quando si unì al movimento costituzionalista, unendosi alla lotta armata sotto gli ordini del generale Benjamín G. Hill. Partecipò a molte delle campagne condotte da Hill e salì rapidamente al grado di colonnello. Successivamente gli fu conferito l'incarico di comandante militare della sua città natale, Álamos. Riconobbe il Piano di Agua Prieta nel 1920 e fu promosso a brigadiere lo stesso anno. Partecipò attivamente contro la ribellione delahuertista tra il 1923 e il 1924. Fausto era cugino di Everardo Topete Arriaga, governatore del Jalisco negli anni 1930.
Egli stesso fu governatore del Sonora dal 1927 al 1929. Durante il suo mandato di governatore del auo stato, pavimentò Hermosillo e realizzò numerose opere di interesse pubblico, azioni che lo resero rapidamente un governatore molto popolare. Nonostante ciò, Topete si unì alla ribellione escobarista e divenne uno dei principali generali del movimento rivoluzionario insieme a José Gonzalo Escobar. A causa di questo tradimento, una volta sconfitti gli escobaristi, Topete dovette fuggire dal paese. Riparò negli Stati Uniti d'America. Fu in grado di tornare in Messico negli anni 1940. Morì nel 1952.